# CSC Frankfurt
Der Champions Sporting Club Frankfurt e. V. ist der älteste reine Box-Verein in Frankfurt am Main. In der Boxwelt wird der Verein meist kurz CSC Frankfurt oder einfach nur CSC genannt.

## Geschichte

### Name des Vereins
Der CSC wurde  1964 von Horst Gauß, Olaf Rausch und einigen Freunden in Frankfurt am Main als Central-Sporting-Club e. V. gegründet. Nach einem Brand des Vereinsheims kam der CSC 2005 in wirtschaftliche Schwierigkeiten, musste liquidieren und wird seit 2007 als Champion Sporting-Club Frankfurt e. V. weiterbetrieben. 2017 wurde der Verein in Champions Sporting Club Frankfurt e. V. umbenannt.

### Vereinsgeschichte
Nach der Vereinsgründung war der CSC zunächst vor allem auf regionaler Ebene tätig. Parallel zu den ersten Einzelerfolgen von Boxern legte die Vereinsführung aber von Anfang an Wert auf die Bildung einer Mannschaft. Dieser gelang 1977 der Aufstieg in die 2. Box-Bundesliga, in der sie 1983 die Deutsche Meisterschaft errang. Als Folge davon stieg die Mannschaft des CSC 1984 in die 1. Bundesliga auf und wurde in den Folgejahren (1985, 1988 und 1990) dreimal Deutscher Meister. Am 15. April 1984 stellte sie dabei in einem Mannschaftskampf gegen Leverkusen mit 3.500 Zuschauern einen bis heute im Amateurboxen unübertroffenen Zuschauerrekord auf.
Nachdem der CSC 1992 in die 2. Bundesliga abgestiegen war und 1993 aus finanziellen Gründen freiwillig in der Oberliga boxte, gelang bereits 1994 der Wiederaufstieg in die 2. Liga, der 1995 erneut der Abstieg in die Oberliga folgte. 1998 konnte die Mannschaft des CSC sich über ein Jahr Aufenthalt in der 2. Bundesliga dann 1999 wieder in die 1. Liga durchboxen. Nach Wegfall des Hauptsponsors gab der CSC 2002 das Mannschaftsboxen in Ligawettbewerben vorübergehend auf. In der Saison 2011/12 trat die Mannschaft des CSC nochmals in der 2. Bundesliga an, seitdem konzentriert sich der Verein mit seinen Boxern auf die Teilnahme an Einzelwettkämpfen.
In den Bundesliga-Mannschaften des CSC boxten zeitweise Reiner Hartmann und Andreas Sidon.
In den Trainingsanlagen des CSC bereiteten sich unter anderem Amos Lincoln, Leotis Martin, Harold Johnson, Rüdiger Schmidtke und Heini Freytag auf in Frankfurt stattfindende Boxkämpfe vor.
Seit 2008 ist Andrea Rzehak Vorsitzende des CSC-Frankfurt und dort auch als Trainerin tätig. Cheftrainer des CSC ist Magomed Schaburow.

## Erfolge

### Mannschaft
- 1985: Deutscher Meister (Mannschaft mit: Ali Imeri, Stefan Gertel, Fredy Tencer, Reiner Gies, Helmut Gertel, James Coleman, Gerhard Jaworowski, Christopher Niemkiewicz, Harald Künstler, Dieter Holm und Tony Burton)
- 1988: Deutscher Meister (Mannschaft mit: Alexander Künzler, Reiner Gies, Stefan Gertel, Helmut Gertel, Jürgen Britsch, Shem Gichohi,  Gerhard Jaworowski, James Coleman)
- 1989: Deutscher Junioren-Meister
- 1990: Deutscher Meister (Mannschaft mit: Alexander Künzler, Helmut Gertel, Darius Kosedowski, Gerhard Schobert, Gailer, Richard Nowakowski, Seiler, Enrico Richter, Uli Kaden, Willi Gäns)

### Einzel

#### Deutsche Meister
- 1970: Dieter Schütze, Halbschwergewicht (Junioren)
- 1971: Jimmy Schmitz, Halbmittelgewicht (Junioren)
- 1977: Stefan Gertel, Halbfliegengewicht (Junioren)
- 1980 bis 1983: Stefan Gertel, Bantamgewicht
- 1985: Stefan Gertel, Federgewicht
- 1988: Stefan Gertel, Federgewicht
- 1989: Richard Nowakowski, Leichtgewicht
- 1989: Alexander Künzler, Halbschwergewicht
- 1989: Willi Fischer, Schwergewicht (Junioren)
- 1990: Willi Fischer, Schwergewicht (Junioren)
- 1991: Enrico Richter, Mittelgewicht[8]
- 1996: Willi Fischer, Schwergewicht (Profis)
- 2010: Leon Bunn, Mittelgewicht (Junioren)

#### Hessische Meister
- 1980: Shem Gichohi, Halbfliegengewicht
- 1987: Cemal Upcin
- 1998: Nenad Bijelic, Mittelgewicht
- 2001: Andrea Rzehak, Fliegengewicht
- 2010: Leon Bunn, Mittelgewicht

#### Internationale Erfolge
- 1981 und 1983: Stefan Gertel, Militär-Vizeweltmeister
- 1984: Stefan Gertel, Olympiateilnehmer
- 1990: Willi Fischer, Junioren-Europameister im Schwergewicht, 3. Platz bei der Junioren-Weltmeisterschaft
- 1992: Willi Fischer, Olympiateilnehmer
- 1997: Willi Fischer, Intercontinental-Meister im Schwergewicht (WBO World Boxing Organization)
- 2001: Willi Fischer, Weltmeister im Schwergewicht (WBB World Boxing Board)

## Persönlichkeiten
- Ljubomir Magaš (1948–1986), genannt Lupo, Südwestdeutscher Meister 1984 und als sogenannter „Pate von Frankfurt und Offenbach“ der Anführer einer Vereinigung jugoslawischer Krimineller